# Arcen
Arcen (in het Arcens Árse) is de noordelijkste kern van de gemeente Venlo in Nederlands Limburg, zo'n 12 kilometer ten noorden van de stad Venlo. Arcen ligt aan de meest oostelijke Maasbocht.

## Geschiedenis
In de vroege middeleeuwen behoorde Arcen toe aan het territorium Straelen en het werd in 1064 door gravin Irmentrudis geschonken aan de Abdij van Siegburg. In 1330 scheidde Arcen zich af van Straelen en werd een afzonderlijke heerlijkheid die een leen was van Gelre. Arcen claimde toen reeds een stapelrecht op de Maas. De heerlijkheid werd toebedeeld aan de gebroeders Van Buren. In de 14e eeuw had Arcen al een omwalling met drie poorten, ofschoon het geen stadsrechten bezat. De omwalling moest strafexpedities van concurrerende steden, zoals Venlo weren. In 1503 verkreeg Arcen het marktrecht. In 1586 werd Arcen – ondanks de omwalling – door de Venlonaren platgebrand, inclusief het buiten de wallen gelegen Sint-Barbaraklooster. In 1635 en 1646 werd Arcen door oorlogsgeweld verwoest en in 1681 woedde er een stadsbrand.
Na 1648 behoorde Arcen bij Spaans Opper-Gelre. Tijdens de Spaanse Successieoorlog werd het door Pruisische troepen bezet, en zo bleef het als deel van Pruisisch Opper-Gelre ongeveer een eeuw lang Duits (tot 1814).
De huidige kern vormde zich gedurende de 19e eeuw, en in de tweede helft van de 20e eeuw werden aan de noordzijde enkele woonwijken bijgebouwd.
Arcen behoorde vanouds tot de gemeente Arcen en Velden. Die is in 2010 opgegaan in de gemeente Venlo.

## Hitterecords
- 21 juli 1995 – 35,9 °C
- 20 juni 2000 – 34,6 °C
- 7 augustus 2003 – 37,8 °C
- 9 juli 2010 – 36,2 °C
- 2 augustus 2013 – 36,9 °C
- 22 juni 2017 – 35,2 °C
- 26 juli 2018 – 38,2 °C
- 8 augustus 2020 – 37,0 °C

In de jaren 1995, 2000, 2003, 2010, 2013, 2017, 2018 en 2020 mat KNMI-meetstation Arcen de landelijk hoogste temperatuur.

## Bezienswaardigheden
- Kasteel Arcen met de kasteeltuinen.
- Petrus en Pauluskerk, van 1958.
- Mariakapel op de hoek van de straten Trip en de Boerenweg.
- Sint-Annakapel, nabij Maasstraat 63, van 1791.
- Ruïne van de Schanstoren, bij Schans 18.
- Voormalig raadhuis, Raadhuisplein 1, van 1950, door Alexander Kropholler.
- Woonhuis Raadhuisplein 8, oorspronkelijk van 1666.
- Woonhuis Schans 1, uit 1737, met gezwenkte topgevel.
- Wymarse Molen, watermolen op Lingsforterbeek, aan Schans 20a.
- Boerderij Kloosterhof, gesloten hoeve uit 1883, aan Rijksstraatweg 1.
- Resten van de Fossa Eugeniana, een in de zeventiende eeuw onder het Spaans bewind aangelegd Rijn-Maaskanaal. In de buurtschap Lingsfort, nabij Lingsforterweg 140, liggen de enorme aarden wallen van Fort Lingsfort, ook bekend als Fort Hazepoot, dat het kanaal en het sluiscomplex moest beschermen.
- Ter hoogte van de Kasteeltuinen maar oostelijk van de provinciale weg liggen in het bos een ijskelder en een enorm wallendoolhof, de Grote Doolgaard.

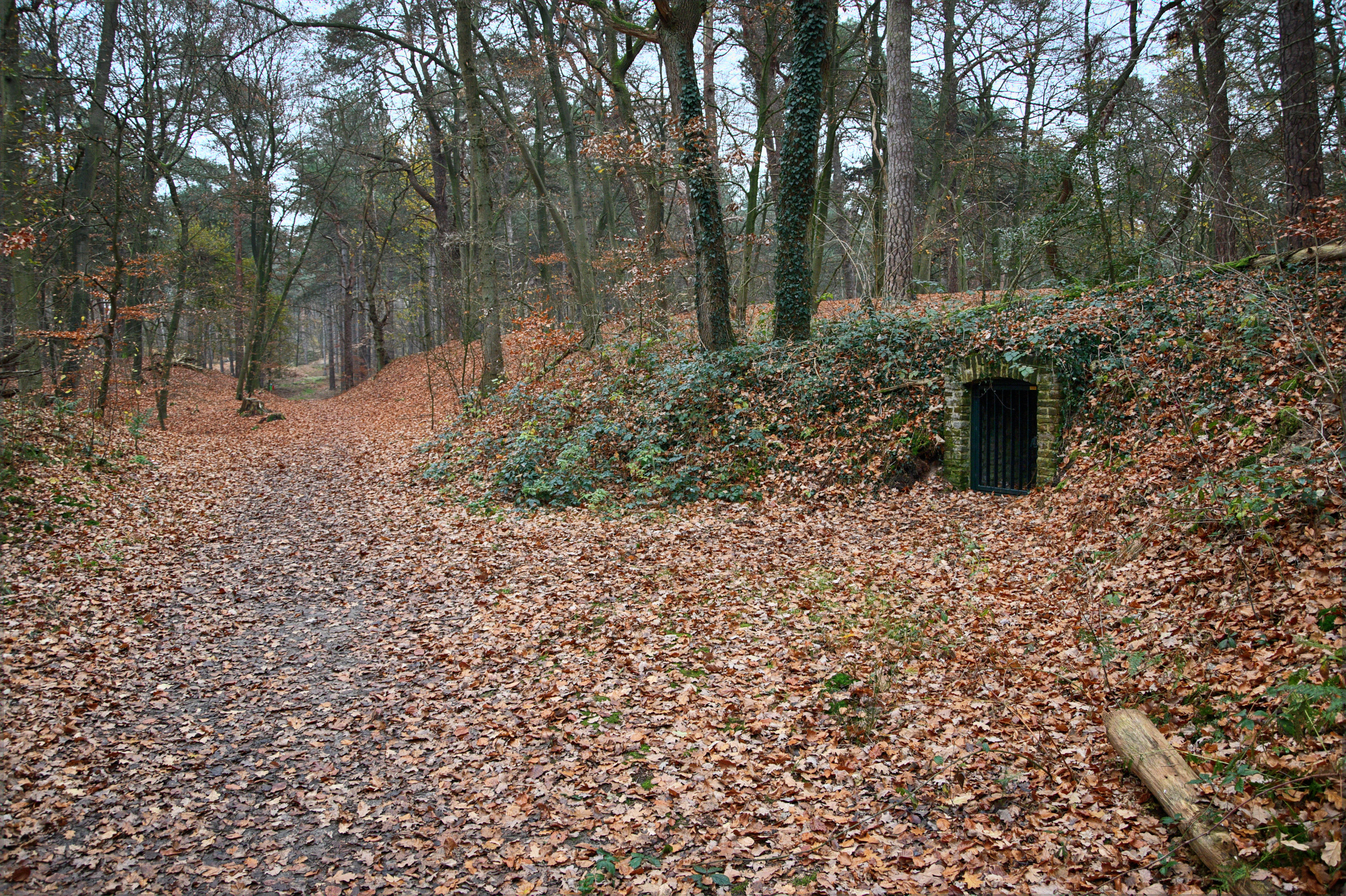
IJskelder in het bos oostelijk van de provinciale weg

## Natuur en landschap
Arcen ligt aan de Maas, op een hoogte van ongeveer 16 meter. Ten oosten van Arcen ligt een uitgestrekte bosgordel op rivierduin, met in het zuidoosten de Leeremarksche Heide. Hier ligt, van noord naar zuid, een reeks landgoederen, zoals Klein Vink, de Boerenheide en de Roode Vennen. Verder naar het zuiden ligt het Landgoed Arcen (413 ha) en de Leermarkse Heide (31 ha), nabij Lingsfort. Hier loopt ook de Lingsforterbeek.
Verder naar het oosten ligt een – door zand- en grindwinning – sterk vergraven gebied, en nog verder naar het oosten liggen opnieuw landgoederen, zij het deels vergraven tot plassen. Dit betreft de Walbeckerheide en de Dorperheide (samen 170 ha), Uvelderheide (10 ha) en Uvelderbos (9 ha).

## Wapen van Arcen
De schepenen van Arcen treden voor het eerst op als getuigen in een akte van 22 februari 1420. De oudste akte met zegel van hen is uit 28 oktober 1420. De schepenbank vormde één geheel met Lomm en Schandelo. Het wapen toont een gedekt poortgebouw met zijtorens, alles voorzien van borstwering. Daarnaast staat aan weerszijden een kleinere toren aangegeven. Onder het poortgebouw bevindt zich het wapenschild van de Heer van Arcen uit het geslacht Van Büren. In latere tijd (begin 1700) werd het wapenschild onder de poorttoren dat van het geslacht Van Gelder. In het wapen komt dus door de ommuring met torens en poorttoren, de stedelijke pretentie van Arcen tot uitdrukking.

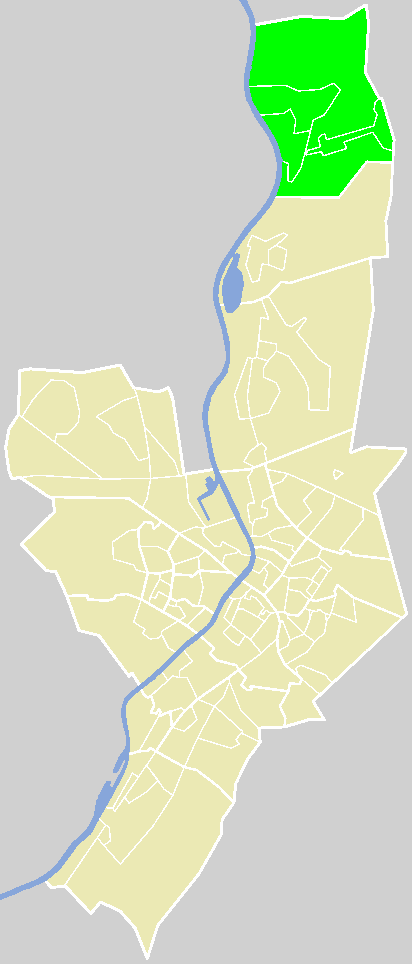
Gemeente Venlo met zijn noordelijkste wijk: Arcen

## Economie
Het toerisme is van belang voor Arcen. Daarbij spelen de Kasteeltuinen een rol, en ook het bungalowpark op landgoed Klein Vink, van 1911-2006 toebehorend aan de Congregatie der Missionarissen van Mariannhill. Er zijn op dit landgoed ook een camping en een thermaalbad.
Tussen de rivierduinen langs de Maas en het hoogterras in Duitsland werd op grote schaal zand en grind gewonnen waardoor een uitgestrekt plassengebied ontstond. De plassen zijn tot recreatieplas en/of natuurgebied omgevormd.
Arcen heeft een bierbrouwerij waar Hertog Jan gebrouwen wordt. Graanbranderij "De IJsvogel" gebruikt de overgebleven mout om jenevers en likeuren te stoken. De branderij bevindt zich in de Wymarse Molen.

## Geboren
- Theo Appeldoorn (4 september 1943), voetballer
- Jan van 't Hek (21 februari 1945), voetballer
- Stan Valckx (20 oktober 1963), voetbalbestuurder en voormalig profvoetballer
- Wouter van Luijn (9 juni 1984), filmeditor (overleden: 13 juli 2018, Mallorca)

## Varia
- Op de plaats van het voormalige Maashotel is een hoogbouwappartement neergezet.
- Aan de zuidkant van het dorp aan de Maaszijde bevindt zich de ruïne van een (riviertol)toren met een deel van de stadsmuur.
- De archieven van de schepenbank bevinden zich in het Rijksarchief Maastricht. De Doop-, Trouw- en Overlijdensregisters (vanaf 1612) zijn bij de herindeling van 2011 verplaatst naar het gemeentearchief van Venlo.
- In 1993 en 1995 werd Arcen getroffen door overstromingen van de Maas. Bij de overstromingsramp in Limburg in 2021 werd de bevolking van Arcen geëvacueerd. Het dorp ontkwam aan grote problemen. De gemeenschap zet zich in voor de bouw van een waterkeringssysteem dat het dorp met zijn culturele schatten in de toekomst voor watersnood behoedt. De aanleg zal in 2025 van start gaan.

## Nabijgelegen kernen
Lomm, Broekhuizen, Lottum, Walbeck, Auwel-Holt, Wellerlooi, Velden en Venlo